# Panzer E-25
Con la sigla E-25 si fa riferimento a due prototipi di veicoli corazzati tedeschi della serie E sviluppati durante la seconda guerra mondiale. Una versione era armata con un cannone da 7,5 cm, preso da quello del cacciacarri Hetzer, e con le stesse finalità doveva essere usato, mentre l'altra, progettata dalla Porsche con codice di progetto Porsche Typ 250 - Sonderfahrzeug VI e Porsche Typ 255, fu un carro armato sperimentale realizzato in piccola serie negli anni quaranta.
Prodotto in sole 12 unità, rimase allo stadio di prototipo senza essere avviato alla produzione in serie. Se non fosse stato per il suo successore, il Panzer IV/70 (V), sarebbe diventato l'E-25.

## Storia

### Cacciacarri
Lo sviluppo dell'E-25, gemello dell'Hetzer, si deve all'iniziativa di Ferdinand Porsche che aveva intenzione di proporre il modello per la produzione di massa a discapito dell'Hetzer sviluppato dalla Henschel Co.
Come per il Tiger I, sempre progettato da Porsche, l'E-25 condivideva con esso le sospensioni dinamiche e il difficile assemblaggio, a favore di una maggiore velocità e di ottime prestazioni su quasi ogni terreno. L'E-25 adottò il cannone da 75 mm derivato dal Panther, il quale permise al panther stesso un discreto numero di vittorie sul fronte orientale.

#### Descrizione e Design
Il design dell'E-25, la cui classe di peso è sulle 25-50 tonnellate, doveva sostituire i mezzi basati sui design dei Panzer III/Panzer IV. La linea doveva includere anche veicoli da ricognizione, cacciacarri medi e Waffenträger.

#### Sviluppo
I 12 esemplari del progetto E-25 (edit. nessun esemplare di E-25 è mai stato realizzato, nonostante l'autore della stessa persista a ripeterlo. Non vi è traccia di produzione di un singolo scafo di E-25 che resta a tutti gli effetti, un Paperpanzer. Se uno o più autori di questa voce, hanno informazioni ATTENDIBILI su un quantitativo di 12 esemplari, ne riportino le fonti in calce, ma non link internet a discutibili photoshop) costituivano di due versioni: la Ausf. A e la Ausf. B, più una terza versione modificata e migliorata, denominata "Jaguar". L'E-25 si potrebbe definire un intermedio tra un Panzer 38(t) per lo scafo, e tra un Panther per il poderoso cannone. Si può quindi affermare che se avesse combattuto anche sul fronte occidentale, sarebbe stato un temibile avversario per i carri Sherman e Cromwell.

#### Varianti
Panzerkampfwagen E-25 Ausf. A: la variante Ausf.A del Panzerjäger E-25 monta, sopra la casamatta che ospita il cannone da 7,5 cm, una torretta con un cannone a fuoco rapido Bofors da 20 mm.
Panzerkampfwagen E-25 Ausf. B: la variante Ausf.B del Panzerjäger E-25 ricorda molto la linea del ceco Hetzer, montando sopra la casamatta che ospita il cannone da 7,5 cm una classica MG42, un rimedio semplice e meno costoso contro la fanteria nemica.
Panzerkampfwagen E-25 Jaguar: la variante "Jaguar" fa sempre parte della famiglia degli E-25, ma presenta un grande miglioramento nelle prestazioni, con una migliore corazzatura frontale e laterale, nuovi cingoli e ruote e una torretta con un cannone rapido Bofors da 20 mm (come nella versione Ausf. A).

### Carro armato
Del carro esistevano due tipi differenti per la modalità di azionamento della torretta: il Typ 250 aveva l'azionamento idraulico, mentre il Typ 255 aveva azionamento meccanico. Il motore (a otto marce con guida idrostatica) fu originariamente destinato ad essere un motore raffreddato ad aria Argus montato trasversalmente nella parte posteriore, ma questa fu probabilmente una versione di prova. Il motore utilizzato nelle operazioni belliche, invece, fu un motore raffreddato ad acqua Maybach da 400 hp. I 400 hp a disposizione avrebbero dato all'E-25 una velocità di 65 km/h rendendolo estremamente agile.